# Сінімяе
Сі́німяе (ест. Sinimäe alevik) — селище в Естонії, у міському самоврядуванні Нарва-Йиесуу повіту Іда-Вірумаа.

## Населення
Чисельність населення на 31 грудня 2011 року становила 319 осіб.

## Історія
До 21 жовтня 2017 року селище входило до складу волості Вайвара й було її адміністративним центром.